# Estuario de la Foz
El estuario de la Foz, espacio natural compartido por los municipios de Nigrán, Gondomar y Baiona, se sitúa en la desembocadura del río Miñor, el río Groba y el río Belesar, en Galicia (España).

## Descripción
Es un estuario incluido desde 1999 en la Red Natura 2000 de la Unión Europea, por su calidad ambiental y paisajística y por ser la zona de refugio de una gran variedad de aves acuáticas, en especial limícolas, anátidas y ardeidas.
El estuario de la Foz se extiende desde la Xunqueira (Gondomar) hasta su entrada en la bahía de Bayona junto a la playa de A Ladeira. El estuario tiene partes arenosas y marismas; su vegetación está compuesta principalmente por sebas, espartinas, juncos, cortadera y tripolia.
Con la pleamar este lugar es como un lago, resguardado de los vientos predominantes, gracias al arenal de la playa Ladeira y el monte Lourido, lo que lo convierte en un lugar privilegiado para practicar actividades acuáticas. El humedal de A Foz es, además, fuente de recursos marisqueros. 
Un paseo peatonal, desde la playa Ladeira en Baiona hasta el monte Lourido, permiten hacer su recorrido en toda su periferia.